# Баскаково (Тутаевский район)
В Ярославской области есть еще три деревни с таким названием, все в Даниловском районе, а в Тутаевском районе есть деревня со схожим названием Баскачево.
Баскаково — деревня Николо-Эдомского сельского округа Артемьевского сельского поселения Тутаевского района Ярославской области .
Деревня находится в южной части поселения, она стоит на возвышенности, на небольшом удалении от левого берега реки Эдома и является самым верхним населённым пунктом на берегах этой реки. Водоток Эдомы обозначен на картах как постоянный от деревни Баскаково, выше по течению пересыхающие ручьи, самый длинный из которых тянется примерно на 3 км по лесу на юго-запад до железной дороги Рыбинск—Ярославль и пересекает дорогу под мостом. Исток ручья находится к югу от дороги в болотце у деревни Кадино. Вниз по течению реки на расстоянии около 1,5 км на противоположном берегу Эдомы стоит село Ваулово, а в противоположной стороне на расстоянии около 4 км к юго-востоку от Баскаково, находится железнодорожная станция Ваулово и одноимённый посёлок при ней. От села Ваулово к посёлку Ваулово через Баскаково идёт дорога, проходящая через расположенную к югу от Баскаково деревню Осташево. Деревня стоит на небольшом поле, протянувшемся по левому берегу Эдомы, в окружении лесов. На северной окраине деревни имеется геодезический знак с отметкой высоты 144,0 м.
Деревня Баскакова указана на плане Генерального межевания Борисоглебского уезда 1792 года. В 1825 Борисоглебский уезд был объединён с Романовским уездом. По сведениям 1859 года деревня относилась к Романово-Борисоглебскому уезду .
На 1 января 2022 года в деревне Баскаково числится два жилых дома . По карте 1975 г. в деревне жило  5 человек. Деревню обслуживает почтовое отделение, находящееся в городе Тутаев .